# Iloczyn Kroneckera
Iloczynem Kroneckera (iloczynem tensorowym) macierzy {\displaystyle A\in M_{m\times n}} i macierzy {\displaystyle B\in M_{k\times l}} nazywa się macierz o wymiarze {\displaystyle mk\times nl} postaci
{\displaystyle A\otimes B={\begin{bmatrix}a_{11}B&a_{12}B&\cdots \\a_{21}B&a_{22}B\\\vdots &&\ddots \end{bmatrix}}={\begin{bmatrix}a_{11}b_{11}&a_{11}b_{12}&\cdots &a_{12}b_{11}&a_{12}b_{12}&\cdots \\a_{11}b_{21}&a_{11}b_{22}&&a_{12}b_{21}&a_{12}b_{22}\\\vdots &&\ddots \\a_{21}b_{11}&a_{21}b_{12}\\a_{21}b_{21}&a_{21}b_{22}\\\vdots \end{bmatrix}}.}
W szczególności można mnożyć tensorowo dwa wektory kolumnowe, dwa wektory wierszowe oraz wektor kolumnowy i wierszowy (np. iloczyn diadyczny).
Z definicji wynika, że mnożone macierze {\displaystyle A} i {\displaystyle B} mogą być dowolnych rozmiarów. (Zwykły iloczyn macierzy jest bardziej restrykcyjny, gdyż liczba kolumn pierwszej macierzy musi być równa liczbie wierszy drugiej macierzy.)
Nazwa iloczynu pochodzi od Leopolda Kroneckera, chociaż już przed nim, w 1858 r., tę operację na macierzach opisał Johann Georg Zehfuss.

## Iloczyn tensorowy wektorów
Z definicji iloczynu tensorowego wynika w szczególności, że iloczyny tensorowe wektorów mają różny wynik w zależności od rodzaju mnożonych wektorów.
(1) Iloczyn tensorowy wektorów kolumnowych daje wektor kolumnowy
{\displaystyle v\otimes w={\begin{bmatrix}1\\0\end{bmatrix}}_{v}\otimes {\begin{bmatrix}1\\0\end{bmatrix}}_{w}={\begin{bmatrix}1\cdot {\begin{bmatrix}1\\0\end{bmatrix}}_{w}\\0\cdot {\begin{bmatrix}1\\0\end{bmatrix}}_{w}\end{bmatrix}}={\begin{bmatrix}1\\0\\0\\0\end{bmatrix}}.}
(2) Iloczyn tensorowy wektorów wierszowych daje wektor wierszowy
{\displaystyle v\otimes w={\begin{bmatrix}1,0\end{bmatrix}}_{v}\otimes {\begin{bmatrix}1,0\end{bmatrix}}_{w}={\begin{bmatrix}1\cdot {\begin{bmatrix}1,0\end{bmatrix}}_{w},0\cdot {\begin{bmatrix}1,0\end{bmatrix}}_{w}\end{bmatrix}}={\begin{bmatrix}1,0,0,0\end{bmatrix}}.}
(3) Iloczyn tensorowy wektora kolumnowego przez wektor wierszowy daje macierz
{\displaystyle v\otimes w={\begin{bmatrix}1\\0\end{bmatrix}}_{v}\otimes {\begin{bmatrix}1,0\end{bmatrix}}_{w}={\begin{bmatrix}1\cdot {\begin{bmatrix}1,0\end{bmatrix}}_{w}\\0\cdot {\begin{bmatrix}1,0\end{bmatrix}}_{w}\end{bmatrix}}={\begin{bmatrix}1,0\\0,0\end{bmatrix}}.}
(4) Iloczyn tensorowy wektora wierszowego przez wektor kolumnowy daje macierz
{\displaystyle v\otimes w={\begin{bmatrix}1,0\end{bmatrix}}_{v}\otimes {\begin{bmatrix}\,\,\,\,1\\-1\end{bmatrix}}_{w}={\begin{bmatrix}1\cdot {\begin{bmatrix}\,\,\,\,1\\-1\end{bmatrix}}_{w},\,0\cdot {\begin{bmatrix}\,\,\,\,1\\-1\end{bmatrix}}_{w}\end{bmatrix}}={\begin{bmatrix}\,\,\,\,1,0\\-1,0\end{bmatrix}}.}

## Iloczyn tensorowy macierzy
Iloczyn tensorowy dwóch macierzy daje macierz, np.
{\displaystyle {\begin{bmatrix}1&2\\3&4\end{bmatrix}}\otimes {\begin{bmatrix}0&5\\6&7\end{bmatrix}}={\begin{bmatrix}1\cdot {\begin{bmatrix}0&5\\6&7\end{bmatrix}}&2\cdot {\begin{bmatrix}0&5\\6&7\end{bmatrix}}\\3\cdot {\begin{bmatrix}0&5\\6&7\end{bmatrix}}&4\cdot {\begin{bmatrix}0&5\\6&7\end{bmatrix}}\end{bmatrix}}={\begin{bmatrix}1\cdot 0&1\cdot 5&2\cdot 0&2\cdot 5\\1\cdot 6&1\cdot 7&2\cdot 6&2\cdot 7\\3\cdot 0&3\cdot 5&4\cdot 0&4\cdot 5\\3\cdot 6&3\cdot 7&4\cdot 6&4\cdot 7\end{bmatrix}}={\begin{bmatrix}0&5&0&10\\6&7&12&14\\0&15&0&20\\18&21&24&28\end{bmatrix}}.}

## Własności iloczynu tensorowego

### Nieprzemienność
Iloczyn tensorowy macierzy jest zazwyczaj nieprzemienny, podobnie jak zwykły iloczyn macierzy, tj.
{\displaystyle A\otimes B\neq B\otimes A.}

### Mnożenie mieszane (tensorowo-zwykłe)
Jeśli macierze {\displaystyle A,B,C,D} są takie, że zwykłe iloczyny macierzy{\displaystyle A\cdot C} i {\displaystyle B\cdot D} istnieją, to iloczyn zwykły dwóch iloczynów tensorowych jest równy iloczynowi tensorowemu odpowiednich iloczynów zwykłych macierzy, w ten sposób że:
{\displaystyle (A\otimes B)\cdot (C\otimes D)=(A\cdot C)\otimes (B\cdot D).}

### Odwrotność iloczynu tensorowego
Jeśli macierze {\displaystyle A,B} są odwracalne, to:
- odwracalna jest macierz {\displaystyle A\otimes B} oraz
- odwrotność macierzy {\displaystyle A\otimes B} jest równa iloczynowi tensorowemu odwrotności macierzy {\displaystyle A} przez odwrotność macierzy {\displaystyle B,} tj.

{\displaystyle (A\otimes B)^{-1}=A^{-1}\otimes B^{-1}.}

### Rozdzielność względem dodawania
Zachodzi rozdzielność mnożenia tensorowego macierzy przez sumę macierzy {\displaystyle B,C} (przy czym zakłada się, że macierze {\displaystyle B,C} są tych samych wymiarów), tj.
{\displaystyle A\otimes (B+C)=A\otimes B+A\otimes C,}
{\displaystyle (B+C)\otimes A=B\otimes A+C\otimes A.}

### Transpozycja iloczynu tensorowego
Transpozycja iloczynu tensorowego macierzy jest równa iloczynowi tensorowemu transpozycji tych macierzy, tj.
{\displaystyle (A\otimes B)^{T}=A^{T}\otimes B^{T}.}

### Iloczyn tensorowy macierzy kwadratowych

#### Wyznacznik, rząd, ślad
Jeśli macierze {\displaystyle A,B} są macierzami kwadratowymi wymiarów odpowiednio m i n, to
wyznacznik (det), rząd (rz) oraz ślad (tr) macierzy będącej iloczynem tensorowym wyrażają się przez iloczyny wyznaczników, śladów i rzędów mnożonych tensorowo macierzy {\displaystyle A,B} wg wzorów:
{\displaystyle \det(A\otimes B)=(\det A)^{n}\cdot (\det B)^{m},}
{\displaystyle tr(A\otimes B)=tr(A)\cdot tr(B),}
{\displaystyle rz(A\otimes B)=rz(A)\cdot rz(B).}

#### Wartości własne
Niech {\displaystyle \{\lambda _{i}|\,\,\,i=1,\ldots ,m\}} oraz {\displaystyle \{\mu _{j}|\,\,\,j=1,\ldots ,n\}} są zbiorami wszystkich wartości własnych odpowiednio macierzy {\displaystyle A} oraz {\displaystyle B.} Wtedy zbiór wszystkich wartości własnych iloczynu tensorowego {\displaystyle A\otimes B} tworzą iloczyny wartości własnych {\displaystyle \lambda _{i}\mu _{j},} tj.
{\displaystyle \{\lambda _{i}\mu _{j}|\quad i=1,\ldots ,m,\quad j=1,\ldots ,n\}.}

## Wzór ogólny na współczynniki macierzyA⊗B{\displaystyle A\otimes B}
Niech {\displaystyle A=[a_{ij}]_{i=1,\ldots ,m, \atop {j=1,\ldots ,n}}} oraz {\displaystyle B=[b_{pq}]_{p=1,\ldots ,k, \atop {q=1,\ldots ,l}}.} Wtedy współczynniki macierzy będącej iloczynem Kroneckera dane są wzorem
{\displaystyle (A\otimes B)_{ij}=a_{((i-1)\ div\ k)+1,((j-1)\ div\ l)+1}\cdot b_{((i-1)\ mod\ k)+1,((j-1)\ mod\ l)+1},}
gdzie div oznacza dzielenie całkowitoliczbowe.